# Дифферданж 03
«Дифферданж 03» (люкс. FC Déifferdeng 03, фр. и нем. FC Differdange 03) — футбольный клуб, базирующийся в Дифферданже, на юго-западе Люксембурга.

## История
«Дифферданж 03» был основан в 2003 году слиянием двух клубов из Дифферданжа: «Ред Бойз Дифферданж» и «АС Дифферданж». В сезоне 2003-04, когда команды объединялись, «Ред Бойз» обитал в нижней части второго дивизиона Люксембурга, тогда как "АС Дифферданж" был в середине таблицы третьего дивизиона Люксембурга. Новый клуб вернулся в первый дивизион в сезоне 2005/06, когда дивизион был расширен до 14 команд.
Раньше «Ред Бойз» был одной из наиболее успешных команд люксембургского футбола, выиграв Кубок Люксембурга больше, чем любая другая команда (14 раз). В течение 1920-х и 1930-х годов «Ред Бойз» соперничали со «Спорой» за доминирование в люксембургском футболе. «Ред Бойз» были более успешны: за 14 лет (в период с 1923 года по 1936) они выиграли 13 трофеев, несмотря на жёсткую конкуренцию со стороны «Споры» (8 трофеев за этот же период). Этот рекорд был побит только клубом «Ф91 Дюделанж» (15 трофеев за 13 лет (2000—2012)). В сезоне 2013—2014 клуб впервые в своей истории вышел в третий раунд Лиги Европы В сезоне 2023/24 клуб стал чемпионом и получил право начать выступление в Лиге Чемпионов 2024/25 с 1-го квалификационного раунда, что стало наивысшим достижением клуба на европейской арене.

## Достижения

### «Ред Бойз Дифферданж»
- Чемпион Люксембурга: 1922/23, 1925/26, 1930/31, 1931/32, 1932/33, 1978/79
- Вице-чемпион Люксембурга: 1910/11, 1926/27, 1933/34, 1934/35, 1957/58, 1973/74, 1975/76, 1979/80, 1980/81, 1983/84, 1984/85
- Обладатель Кубка Люксембурга: 1924/25, 1925/26, 1926/27, 1928/29, 1929/30, 1930/31, 1933/34, 1935/36, 1951/52, 1952/53, 1957/58, 1971/72, 1978/79, 1981/82, 1984/85
- Финалист Кубка Люксембурга: 1923/24, 1931/32, 1934/35, 1947/48, 1949/50, 1954/55, 1969/70, 1976/77, 1985/86

### «АС Дифферданж»
- Финалист Кубка Люксембурга: 1989/90

### «Дифферданж 03»
- Чемпион Люксембурга: 2023/24
- Вице-чемпион Люксембурга: 2008/09, 2014/15, 2016/17, 2021/22
- Обладатель Кубка Люксембурга: 2009/10, 2010/11, 2013/14, 2014/15
- Финалист Кубка Люксембурга: 2012/13

## Еврокубки

### «Ред Бойз Дифферданж»
- Лига чемпионов

Первый раунд(1): 1979-80
- Кубок УЕФА

Первый раунд (6): 1974-75, 1976-77, 1977-78, 1980-81, 1981-82, 1984-85
- Кубок обладателей Кубков

Первый раунд (3): 1972-73, 1982-83, 1985-86
«Ред Бойз» лишь раз смогли пройти дальше первого раунда в любом европейском соревновании. Они выиграли один матч в 1979 году в Лиге чемпионов, первый матч против «Омонии» завершился со счётом 2-1, но после последовало поражение на Кипре со счётом 6-1. В 1984 году, в Кубке УЕФА они поразили всех, сыграв вничью с гигантом футбола — «Аяксом», но впоследствии были сокрушенны со счётом 14-0 (что является рекордом Кубка УЕФА).
Лишь в сезоне 2012/2013 они смогли пройти во второй раунд.
В сезоне 2013/2014 Дифферданж сенсационно переиграл Утрехт со счётом 2:1, затем сыграл в Нидерландах вничью 3:3, что позволило люксембуржцам отпраздновать неожиданный выход в Третий Раунд, впервые в истории.

### «Дифферданж 03»
| Сезон   | Турнир                | Раунд                   | Соперник    | Дома | В гостях      | Общий счёт    |
| ------- | --------------------- | ----------------------- | ----------- | ---- | ------------- | ------------- |
| 2024/25 | Лига чемпионов УЕФА   | Первый отборочный раунд | КИ Клаксвик | 0:0  | 0:2           | 0:2           |
|         | Лига конференций УЕФА | Второй отборочный раунд | Ордабасы    | 1:0  | 3:4 (пен.3:4) | 4:4 (пен.3:4) |